# Emilio Forcher
Emilio Forcher (Diamante, 2 de marzo de 1895- San Salvador de Jujuy, 9 de octubre de 1985) fue un militar argentino, perteneciente al Ejército, que alcanzó la jerarquía de teniente general. Se desempeñó como interventor federal de facto de la provincia de Jujuy entre 1943 y 1945.

## Biografía
Nació en Diamante (provincia de Entre Ríos) en 1895. Ingresó al Ejército Argentino, egresando del Colegio Militar de la Nación en 1915 como subteniente del arma de Artillería. Asistió más tarde a la Escuela Superior de Guerra, donde fue profesor de historia militar y a la Academia de Guerra de Berlín (Alemania) entre 1934 y 1936.
A lo largo de su carrera, fue oficial instructor y cumplió funciones en el extranjero, en comisiones de adquisición de armamentos en Europa y como miembro de delegaciones militares por Sudamérica. Fue también asesor militar adjunto de la delegación argentina en la Conferencia para la Reducción y Limitación de Armamentos de Ginebra en 1932. Luego fue jefe de sección en el Estado Mayor General hasta 1934. En 1918 fue adscrito a la intervención federal en la provincia de Salta y en 1928 había estado incorporado a la II División del Ejército Alemán.
Fue jefe del Regimiento 5 de Artillería y comandante del Destacamento 2 de Montaña. Desempeñando ese cargo, tras la Revolución del 43, fue designado interventor federal de facto de la provincia de Jujuy por el presidente de facto Pedro Pablo Ramírez, cargo que desempeñó entre diciembre de 1943 y enero de 1945. Su gobierno estuvo integrado por algunos militantes de la Unión Cívica Radical yrigoyenista y jóvenes cuadros políticos que adherían a los postulados sociales de la intervención como Alberto Iturbe (futuro gobernador peronista) al frente de la dirección de Obras Públicas y Jorge Villafañe (otro futuro gobernador) al frente del Departamento de Turismo. Entre las principales obras realizadas se destacaron la construcción de escuelas, salas de primeros auxilios, nuevos edificios públicos y dos conjuntos habitacionales para obreros en San Salvador de Jujuy.
En 1945 fue jefe del I Cuerpo de Ejército y subjefe de la Secretaría del Consejo de Defensa Nacional hasta 1946. Ese año fue director general de Sanidad y entre 1949 y 1949, comandante de la 2.ª División del Ejército y jefe de la Guarnición de La Plata. De 1949 a 1950 comandó el Cuerpo Mecanizado y entre 1951 y 1952 fue Cuartel Maestre General del Ejército. Su último puesto fue el de comandante general del Interior, entre 1952 y 1955. Pasó a retiro con el grado de teniente general.
En septiembre de 1955 durante el golpe de Estado fue miembro de la Junta Militar que tramitó la transferencia del poder a la Revolución Libertadora. Forcher fue uno de los cuatro delegados de la Junta Militar que negoció con los delegados del Comando Revolucionario a bordo del crucero ARA 17 de Octubre en aguas de Buenos Aires.
Fue colaborador de la revista del Círculo Militar. Fue distinguido con la Orden de la Cruz del Sur de Brasil, la Orden al Mérito de Chile y la Orden Militar de Ayacucho de Perú.
Murió en San Salvador de Jujuy el 9 de octubre de 1985, tenía 90 años.